# 徐汝誠
徐汝誠（1909年11月15日—1995年1月29日），第六任陸軍軍官學校校长，籍贯浙江余姚，為該校第六期毕业。
| 前任： 謝肇齊 | 黃埔軍校校長 1957年4月—1960年12月 | 繼任： 艾靉 |